# Rhipidia pratti
Rhipidia pratti är en tvåvingeart som först beskrevs av Alexander 1950.  Rhipidia pratti ingår i släktet Rhipidia och familjen småharkrankar.
Artens utbredningsområde är Puerto Rico. Inga underarter finns listade i Catalogue of Life.